# Picture disc

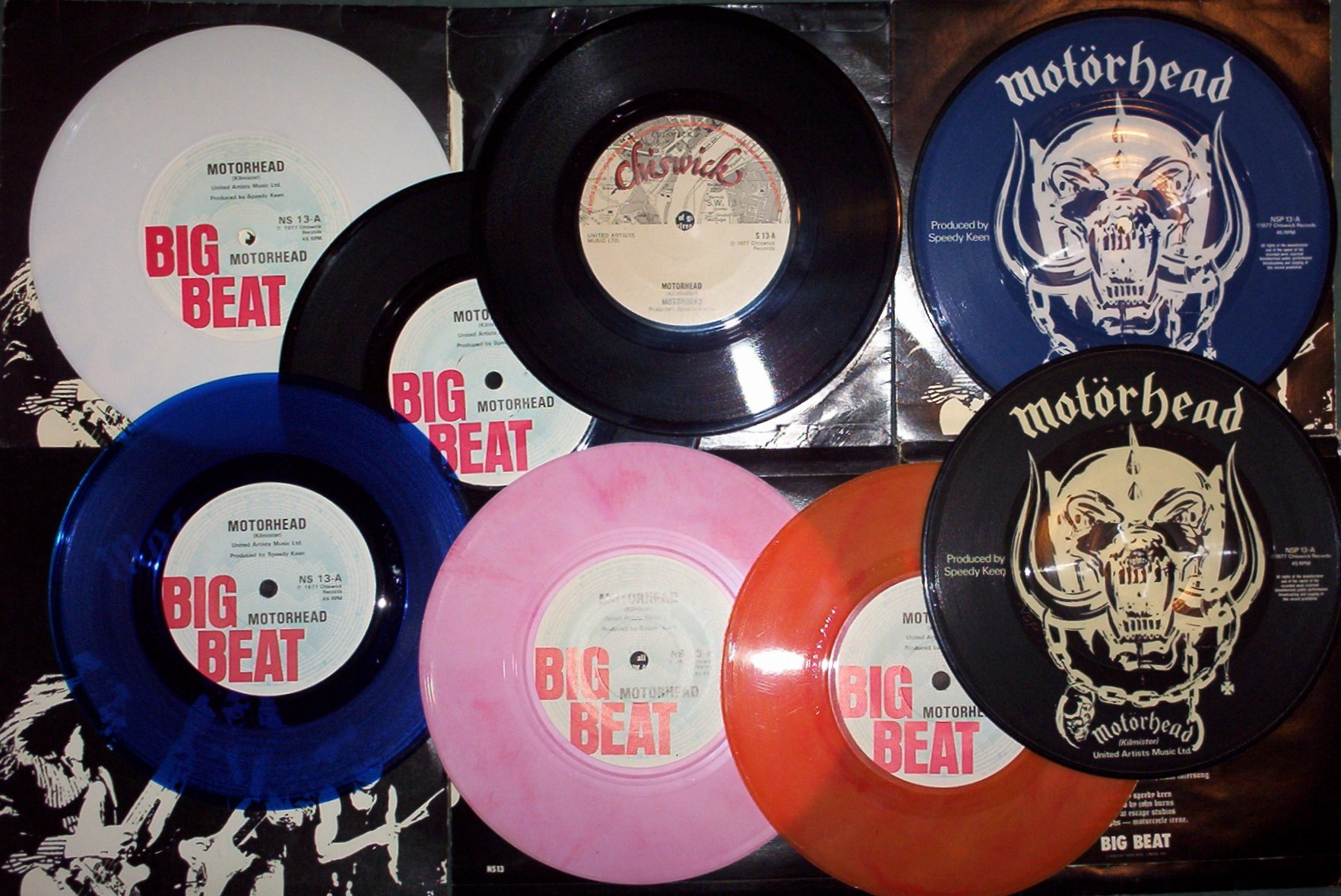
Singles da banda Motörhead em versões de vinil preto, colorido e em picture disc (à direita).

Picture disc (em português: disco-imagem) é um termo usado para designar discos de vinil que apresentam imagens (gravuras, fotografias, ente outros) em suas superfícies, ou invés das cores sólidas usualmente encontradas. Há registros de que picture discs começaram a ser lançados no início do século XX, particularmente em cartões-postais e em singles, mas somente nos anos 1970 se iniciou a venda de álbuns neste formato.